# Аванж
Аванж (фр. Havange) насеље је и општина у североисточној Француској у региону Лорена, у департману Мозел која припада префектури Тионвил Уст.
По подацима из 2011. године у општини је живело 461 становника, а густина насељености је износила 47,77 становника/km². Општина се простире на површини од 9,65 km². Налази се на средњој надморској висини од 330 метара (максималној 367 m, а минималној 308 m).

## Демографија
| 1962. | 1968. | 1975. | 1982. | 1990. | 1999. | 2011. |
| ----- | ----- | ----- | ----- | ----- | ----- | ----- |
| 341   | 390   | 398   | 351   | 317   | 330   | 461   |

График промене броја становника у току последњих година